# Phacelurus cambogiensis
Phacelurus cambogiensis là một loài thực vật có hoa trong họ Hòa thảo. Loài này được (Balansa) Clayton miêu tả khoa học đầu tiên năm 1978.